# سیارک ۹۵۷۴
سیارک ۹۵۷۴ (به انگلیسی: 9574 Taku، نامگذاری:1988XB5) نه هزار و پانصد و هفتاد و چهارمین سیارک کشف شده‌است که در ۵ دسامبر ۱۹۸۸ کشف شد.
قدر مطلق سیارک برابر ۱۳٫۹۰ است.